# Devadatta multinervosa
Devadatta multinervosa is een libellensoort uit de familie van de Amphipterygidae (Bergvlamjuffers), onderorde juffers (Zygoptera).
De wetenschappelijke naam van de soort is voor het eerst geldig gepubliceerd in 1933 door Fraser.